# Tremblay-en-France
Tremblay-en-France (do 1989 Tremblay-lès-Gonesse) je severovzhodno predmestje Pariza in občina v  departmaju Seine-Saint-Denis osrednje francoske regije Île-de-France. Leta 1999 je imelo naselje 33.885 prebivalcev.

## Geografija
Tremblay-en-France leži v najseverovzhodnejšem delu departmaja 25 km severovzhodno od središča Pariza. Po površini je prvi med predmestnimi občinami, ki se nahajajo v tako imenovanem notranjem obroču Pariza (petite couronne). Več kot eno četrtino ozemlja zavzema francosko mednarodno letališče Roissy-Charles de Gaulle. Občina meji na jugu na Vaujours, na jugozahodu na Villepinte, na severu na občini v departmaju Val-d'Oise Gonesse in Roissy-en-France, na severovzhodu na Mauregard, na vzhodu pa na Le Mesnil-Amelot, Mitry-Mory in Villeparisis. Zadnje štiri se nahajajo v departmaju Seine-et-Marne.

## Administracija
Tremblay-en-France je sedež istoimenskega kantona, vključenega v okrožje Le Raincy.

## Zgodovina
Občina se je 20. avgusta 1989 preimenovala iz Tremblay-lès-Gonesse v sedanje ime. 
Ime naselja izhaja iz latinske besede tremuletum za drevo beli topol oz. trepetliko. Pridevek en-France pomeni zgodovinsko ozemlje Île-de-France, poznano kot pays de France.